# DJ Muggs
DJ Muggs, pseudonimo di Lawrence Muggerud (New York, 28 gennaio 1968), è un disc jockey e produttore discografico statunitense, conosciuto per essere stato membro dei Cypress Hill.

## Biografia
Di origine italo-americana, il suo cognome è però di origine norvegese, si trasferisce dal Queens in California dove entra nel mondo dell'hip hop. Nel 1986 fa amicizia con i rapper Sen Dog e B-Real, all'epoca membri della crew DVX, autoproducendo il demo My DJ and the Soloist, mentre l'idea di collaborare in maniera stabile con Sen e B-Real è ancora vaga.
Muggs si dedica poi al vero e proprio DJing partecipando a quello che si può definire il campionato nazionale degli esperti di settore, ovvero il DMC. La sua prima esperienza è nel 1989 quando vince il titolo come miglior DJ della West Coast. Ritorna al lavoro da beatmaker acquistando una drum machine con i soldi risparmiati. Sen e B-Real rimangono affascinati dai suoni prodotti da Muggs, influenzati dall'hip hop newyorkese. Poco tempo dopo nascono ufficialmente i Cypress Hill, che esordiscono nel 1991 con l'omonimo album. Il progetto si rivela un successo, catturando l'attenzione di tutto l'underground nazionale e poi del mainstream.
Muggs però non si ferma ai Cypress e lavora ad altri progetti paralleli: tornato a New York si occupa della produzione del trio irlandese House of Pain, il cui singolo di debutto è la hit internazionale Jump Around, diventato doppio disco di platino. Muggs collabora con moltissimi degli artisti di primo piano di inizio anni 1990: produce brani per Ice Cube, Xzibit, Goodie Mob, Supercat, KRS-One, Van Halen, Beastie Boys, George Michael, Janet Jackson, Salt-N-Pepa, Goldie, Tricky.
Di pari passo i Cypress Hill iniziano a dar forma al proprio stile fatto di rapcore, percussioni e chitarre. All'inimicizia a West Coast ed East Coast fanno seguito anni si veri e propri spargimenti di sangue (Tupac Shakur, Notorious B.I.G.). Con l'intento di riappacificare le fazioni in lotta, Muggs realizza The Soul Assassins Chapter 1 contenente brani di rappresentanti di entrambe le coste: RZA e GZA del Wu-Tang Clan, Dr. Dre, KRS-One, MC Eiht, Goodie Mob, Mobb Deep e Wyclef Jean, la compilation diventa una perla del genere e nel 2002 Muggs replica pubblicando The Soul Assassins Chapter 2 che svela il fine del beatmaker, che è quello di creare compilation di classici dell'hip hop. Gli ospiti del secondo capitolo sono Kool G Rap, Xzibit, GZA, Goodie Mob, Everlast, Kurupt, Rass Kass, Hostyle, Dilated Peoples e G.O.D. Pt. III degli Infamous Mobb.
Gli House of Pain si sciolgono amichevolmente: Everlast intraprende una carriera solista, The Alchemist si dedica alla produzione di mixtape e DJ Lethal entra a far parte dei Limp Bizkit. Muggs ha così più tempo per la sua Soul Assassins Radio, sulla stazione losangelina 92.3 The Beat KBBT, e per i progetti con gli oramai inossidabili Cypress. Durante il 2002 il DJ prepara anche un progetto interamente solista dal titolo Dust, il disco viene pubblicato l'anno seguente, riaffermando il valore dell'artista, che nel 2004 pubblica anche The Last Assassin, compilation realizzata con l'aiuto di Chace Infinite. Vi partecipano artisti come i Cypress Hill, Proof dei D12, Xzibit, Busta Rhymes ed altri.
Muggs fa parte anche del poco conosciuto gruppo dei Soul Assassins, ha uno show radiofonico sulla radio satellitare Shade 45 chiamato Mash-Up Radio. Ed il suo più recente lavoro è la collaborazione con GZA in The Grandmasters.

## Discografia
D.J. Muggs presents the Soul Assassins
- 1997: Chapter One (Columbia);

Tricky with DJ Muggs and Grease
- 1999: Juxtapose (Island);

Muggs presents Soul Assassins 
- 2000: II (RuffLife/Intonation);

Muggs
- 2003: Dust (ANTI-)

D.J. Muggs featuring Chace Infinite
- 2004: The Last Assassin (Soul Assassins)

D.J. Muggs presents...
- 2004: Classic Mixtape Volume One (Soul Assassins)

DJ Muggs Vs. GZA
- 2005: Grandmasters;

DJ Muggs
- 2005: DJ Muggs-Soul Assassins Take Aim (Soul Assassins)

DJ Muggs presents Soul Assassins
- 2006: III